# Discothyrea sexarticulata
Discothyrea sexarticulata é uma espécie de formiga do gênero Discothyrea, pertencente à subfamília Proceratiinae.